# شهر فرشته‌ها (فیلم)
شهر فرشته‌ها (به انگلیسی: City of Angels) فیلمی است محصول سال ۱۹۹۸ و به کارگردانی برَد سیلبرلینگ است. در این فیلم بازیگرانی همچون مگ رایان، نیکلاس کیج، آندره بروگر، دنیس فرانز، کلم فیور، روبن بارتلت و جوانا مرلین ایفای نقش کرده‌اند.

## خلاصه داستان
داستان فیلم در مورد فرشته ایست که مامور هدایت ارواح مردگان پس از مرگ آنهاست (نیکلاس کیج)، به اقتضای وظیفه اش، با آدم‌ها و زندگی آن‌ها آشنا می‌شود. زندگی آدم‌ها روی زمین برای او موضوع جالبی بوده تا اینکه عاشق پزشکی می‌شود (مگ رایان) که به خاطر فوت بیمارش در حین عمل جراحی قلب، متأثر شده و روی پلکان بیمارستان محل کارش، گریه می‌کند…

## شرح داستان
در لس‌آنجلس، کالیفرنیا، «ست» یکی از فرشتگان بسیاری است که مراقب انسان‌ها هستند و به شیوه‌هایی ناپیدا از آن‌ها محافظت می‌کنند. وظیفهٔ اصلی او این است که نزد کسانی ظاهر شود که در آستانهٔ مرگ قرار دارند و آن‌ها را به سوی زندگی دیگر رهنمون کند.
در جریان انجام این وظیفه، ست و یکی از دیگر فرشتگان به نام کَسفیائیل، از انسان‌ها می‌پرسند که محبوب‌ترین چیز در زندگی‌شان چه بوده‌ است. با وجود این دیدارهای روزانه، این دو در درک انسان‌ها و شیوهٔ زیست آن‌ها مشکل دارند، چرا که فرشتگان از حواس انسانی بی‌بهره‌اند.
هنگامی که ست منتظر است تا مردی را که تحت عمل جراحی قلب قرار دارد به جهان دیگر ببرد، تحت تأثیر تلاش‌های پرشور جراح، «مگی رایس»، برای نجات جان بیمار و رنج صادقانه‌اش از شکست در این کار قرار می‌گیرد. ست به‌زودی به مگی دل می‌بندد و برایش قابل رؤیت می‌شود. آن‌ها با یکدیگر پیوندی برقرار می‌کنند که خیلی زود به دلبستگی دوجانبه تبدیل می‌شود، گرچه مگی از پیش با یکی از همکارانش به نام «جردن فریس» رابطه دارد.
ست سپس با یکی از بیماران مگی به نام «ناتانیل مسینجر» آشنا می‌شود که حضور او را حس می‌کند. ناتانیل به او می‌گوید که خود نیز زمانی فرشته بوده است. اما از آن‌جا که ارادهٔ آزاد هم به انسان‌ها و هم به فرشتگان داده شده، تصمیم گرفته با «سقوط» به انسان تبدیل شود. ست کم‌کم به این فکر می‌افتد که انسان شود تا با مگی باشد و مگی نیز درمی‌یابد که او فرشته است.

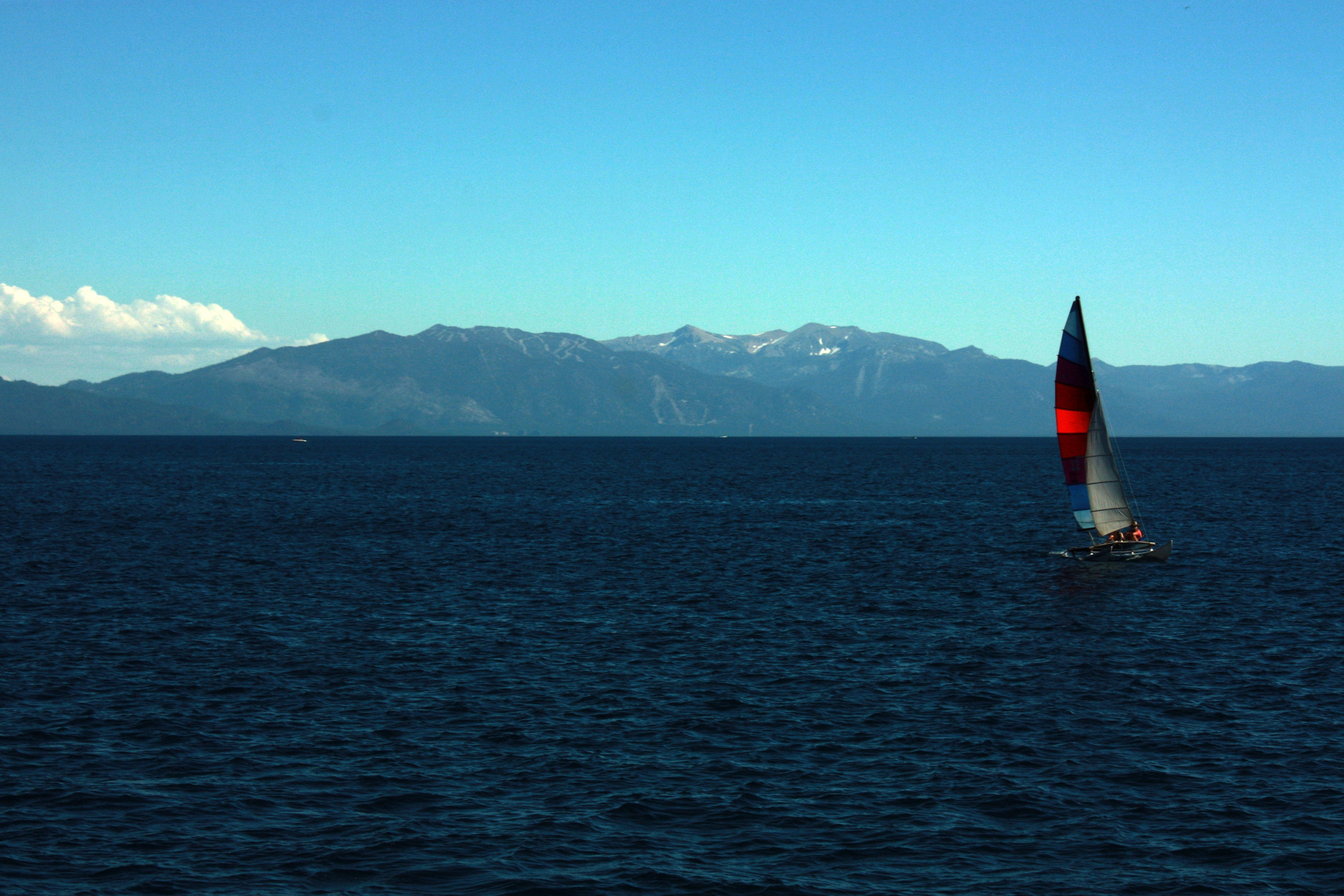
دریاچه تاهو در فیلم به تصویر کشیده شده‌ است.

ست با پریدن از بالای آسمان‌خراشی به انسان تبدیل می‌شود. به‌محض بیدار شدن، شروع به تجربهٔ احساس‌ها و حواس انسانی می‌کند که تا آن زمان برایش نامفهوم بودند، از جمله درد جسمی. او به‌عنوان انسان به بیمارستان می‌رود تا مگی را ببیند، اما به او می‌گویند که مگی به کلبهٔ کوهستانی عمویش در کنار دریاچه تاهو رفته است.
او که بی‌پول و خام است، نمی‌تواند هزینهٔ سفر را بپردازد و مورد سرقت قرار می‌گیرد. سرانجام سواری می‌گیرد و خیس و لرزان به درِ خانهٔ مگی می‌رسد. مگی درمی‌یابد که ست به‌خاطر عشق به او فانی شده و آن شب با هم نزدیکی می‌کنند. صبح روز بعد، هنگامی که ست در حال دوش گرفتن است، مگی با دوچرخه‌اش به فروشگاهی محلی می‌رود. در راه بازگشت، سرشار از شادی، با چشمان بسته و دستانی گشوده رکاب می‌زند. اما خوشی‌اش دیری نمی‌پاید، چرا که متوجه عبور یک کامیون چوب‌بر نمی‌شود و در برخورد با آن به‌شدت مجروح می‌شود.
ست حس می‌کند که مگی در خطر است و به‌سوی او می‌دود. او درست زمانی می‌رسد که مگی به او می‌گوید فرشته‌ای را دیده که آمده تا او را همراهی کند. اگرچه ست دیگر قادر به دیدن فرشتگان نیست، حضور یکی از آن‌ها را حس می‌کند و با التماس از مگی می‌خواهد که به او نگاه نکند. اما مگی به او می‌گوید که دیگر نمی‌ترسد و وقتی از او بپرسند که زیباترین چیز زندگی‌اش چه بوده، خواهد گفت «ست»، و سپس جان می‌سپارد.
ست که در غم و تنهایی فرو رفته، با کسفیائیل روبه‌رو می‌شود. او می‌پرسد آیا به‌خاطر انسان شدن مجازات شده، و کسفیائیل اطمینان می‌دهد که چنین نیست. مدتی بعد، ست با دویدن به دریا و احساس موج‌های صبحگاهی، در برابر چشمان فرشتگان، شادی‌اش از انسان بودن و پذیرش زندگی تازه‌اش را ابراز می‌کند.